# Jean-Claude Pascal
Jean-Claude Pascal (rojen Jean-Claude Villeminot), francoski pevec, igralec in modni oblikovalec; * 24. oktober 1927, Pariz, Francija, † 5. maj 1992, Pariz.
Potem, ko je v Strasbourgu preživel drugo svetovno vojno, je odšel v Pariz na Sorbono ter študiral gospodarstvo in pravo. Nato se je zaposlil kot modni oblikovalec pri Christianu Diorju ter pri oblikovanju kostumov za gledališko igro Don Juan prišel v stik z igralstvom. Prvi film je posnel leta 1949, in sicer Quattro rose rosse. Med drugim je igral tudi z Romy Schneider v filmu La Belle et l'empereur (1959) ter z Michèle Mercier v filmu Angélique et le sultan (1968).
V 60. letih je nekoliko opustil igralstvo ter se osredotočil na glasbeno kariero. Na Pesmi Evrovizije 1961 je zastopal Luksemburg in s pesmijo Nous Les Amoureux zmagal. Ponovno je zastopal Luksemburg na Pemi Evrovizije 1981 ter s pesmijo C'est peut-être pas l'Amérique zasedel 11. mesto od 20 udeležencev. 
Jean-Claude Pascal je pokopan na pariškem pokopališču Montparnasse.

## Diskografija
- Lili Marleen (v francoščini in nemščini)
- Nous les amoureu
- C'est peut-être pas l'Amérique

## Filmografija
- Un grand patron
- Quattro rose rosse
- Ils étaient cinq
- Le Jugement de Dieu
- Le Plus heureux des hommes
- Le Rideau cramoisi
- La Forêt de l'adieu
- Un caprice de Caroline chérie
- Alerte au sud
- La Rage au corps
- Les Enfants de l'amour
- Le Coeur frivole ou La galante comédie
- Le Chevalier de la nuit
- Si Versailles m'était conté
- Le Grand jeu
- I Tre ladri
- Les Mauvaises rencontres
- Le Fils de Caroline chérie
- Milord l'Arsouille
- La Châtelaine du Liban
- Le Salaire du péché
- Las Lavanderas de Portugal
- Guinguette
- Pêcheur d'Islande
- Le Fric
- Die Schöne Lügnerin
- Préméditation
- Les Arrivistes
- La Encrucijada
- Le Rendez-vous
- La Salamandre d'or
- Vol 272
- Poppies Are Also Flowers
- Comment ne pas épouser un milliardaire
- Las 4 bodas de Marisol
- Indomptable Angélique
- Angélique et le sultan
- Unter den Dächern von St. Pauli
- Au théâtre ce soir: Les Français à Moscou
- Le Temps de vivre, le temps d'aimer
- Le Chirurgien de Saint-Chad
- Liebe läßt alle Blumen blühen
- Au théâtre ce soir: Adieu Prudence